# Aria!
Aria! è un singolo della cantante italiana Margherita Vicario, pubblicato il 27 marzo 2024 come primo estratto dalla colonna sonora Gloria!.

## Descrizione
Il brano, scritto dalla cantautrice e prodotto da Dade, è incluso nella colonna sonora del primo film diretto dalla Vicario Gloria!.

## Video musicale
Il video musicale, diretto da Francesco Coppola, è stato pubblicato contestualmente all'uscita del singolo sul canale YouTube ufficiale della cantante.

## Tracce
Testi di Margherita Vicario, Edwyn Roberts, musiche di Davide Pavanello, Andrea Bonomo, Gianluigi Fazio.
1. Aria! – 2:42

## Riconoscimenti
- David di Donatello[4]
  - 2025 – Migliore canzone originale